# Stina Nilsson
Täpp Karin Stina Nilsson (Malung, 24 juni 1993) is een Zweedse biatlete en voormalig langlaufster. Ze vertegenwoordigde haar vaderland op de Olympische Winterspelen 2014 in Sotsji en Olympische Winterspelen 2018 in Pyeongchang  waar ze olympisch kampioene op de sprint werd. 

## Carrière
Bij haar wereldbekerdebuut, in maart 2012 in Drammen, scoorde Nilsson direct haar eerste wereldbekerpunten. In februari 2013 behaalde de Zweedse in Davos haar eerste toptienklassering in een wereldbekerwedstrijd. Op de wereldkampioenschappen langlaufen 2013 in Val di Fiemme eindigde ze als vijfde op de sprint. Tijdens de Olympische Winterspelen van 2014 in Sotsji eindigde Nilsson als tiende op de sprint, op het onderdeel teamsprint veroverde ze samen met Ida Ingemarsdotter de bronzen medaille. In maart 2014 stond de Zweedse in Drammen voor de eerste maal in haar carrière op het podium van een wereldbekerwedstrijd.
In Falun nam Nilsson deel aan de wereldkampioenschappen langlaufen 2015. Op dit toernooi sleepte ze de zilveren medaille in de wacht op de sprint. Samen met Ida Ingemarsdotter behaalde ze de zilveren medaille op de teamsprint, op de estafette legde ze samen met Sofia Bleckur, Charlotte Kalla en Maria Rydqvist beslag op de zilveren medaille. Op 13 december 2015 boekte de Zweedse in Davos haar eerste wereldbekerzege. Op de wereldkampioenschappen langlaufen 2017 in Lahti eindigde ze als twaalfde op sprint, als dertiende op de 10 kilometer klassieke stijl en als 26e op de 15 kilometer skiatlon. Op de estafette veroverde ze samen met Anna Haag, Charlotte Kalla en Ebba Andersson de zilveren medaille, samen met Ida Ingemarsdotter eindigde ze als vierde op de teamsprint. Tijdens de Olympische Winterspelen van 2018 in Pyeongchang werd Nilsson olympisch kampioene op de sprint. Daarnaast behaalde ze de bronzen medaille op de 30 kilometer klassieke stijl en eindigde ze als tiende op de 15 kilometer skiatlon. Op de teamsprint legde ze samen met Charlotte Kalla beslag op de zilveren medaille, samen met Anna Haag, Charlotte Kalla en Ebba Andersson sleepte ze de zilveren medaille in de wacht op de estafette.
In Seefeld nam de Zweedse deel aan de wereldkampioenschappen langlaufen 2019. Op dit toernooi veroverde ze de zilveren medaille op de sprint. Op de teamsprint werd ze samen met Maja Dahlqvist wereldkampioen, samen met Ebba Andersson, Frida Karlsson en Charlotte Kalla behaalde ze de wereldtitel op de estafette.
Op 22 maart 2020 besloot Nilsson over te stappen naar biatlon. Op 14 januari haalde Nilsson haar eerste podium in een wereldbeker in de 4×6 km estafette samen met Johanna Skottheim, Mona Brorsson en Anna Magnusson in Ruhpolding. Op 5 maart 2022 behaalde ze haar eerste individuele podiumplek in een wereldbeker door derde te worden op de 7,5 km sprint in Kontiolahti. 

## Resultaten

### Olympische Winterspelen
| Jaar | Plaats      | Resultaten |
| ---- | ----------- | --- |
| 2014 | Sotsji      | 10e Sprint (vrije stijl) · Teamsprint (klassieke stijl)                                                             |
| 2018 | Pyeongchang | Sprint (klassieke stijl) · 10e 15 km skiatlon · 30 km klassieke stijl · Teamsprint (vrije stijl) · 4×5 km estafette |

### Wereldkampioenschappen
| Jaar | Plaats        | Resultaten |
| ---- | ------------- | --- |
| 2013 | Val di Fiemme | 5e Sprint (klassieke stijl) |
| 2015 | Falun         | Sprint (klassieke stijl) · Teamsprint (vrije stijl) · 4×5 km estafette                                                         |
| 2017 | Lahti         | 12e Sprint (vrije stijl) · 13e 10 km klassieke stijl · 26e 15 km skiatlon · 4e Teamsprint (klassieke stijl) · 4×5 km estafette |
| 2019 | Seefeld       | Sprint (vrije stijl) · Teamsprint (klassieke stijl) · 4×5 km estafette                                                         |

### Wereldbeker
| Legenda | Legenda            |
| ------- | ------------------ |
| TdS     | Tour de Ski        |
| NO      | Nordic Opening     |
| LT      | Lillehammer Triple |
| RT      | Ruka Triple        |
| WBF     | Wereldbekerfinale  |
| STC     | Ski Tour Canada    |
| ST      | Ski Tour           |

Eindklasseringen
| Seizoen   | Algm | DI  | SP     | TdS   |
| --------- | ---- | --- | ------ | ----- |
| 2011/2012 | 93e  | -   | 63e    | -     |
| 2012/2013 | 67e  | -   | 38e    | -     |
| 2013/2014 | 35e  | 72e | 12e    | -     |
| 2014/2015 | 12e  | 41e | 4e     | DNF   |
| 2015/2016 | 11e  | 23e | Brons  | 24e   |
| 2016/2017 | 4e   | 6e  | Zilver | Brons |
| 2017/2018 | 12e  | 33e | Zilver | –     |
| 2018/2019 | 5e   | 20e | Goud   | DNF   |
| 2019/2020 | 29e  | 46e | 16e    | –     |

Wereldbekerzeges
| Nr. | Datum            | Plaats        | Onderdeel                                     |
| --- | ---------------- | ------------- | --------------------------------------------- |
| 1.  | 13 december 2015 | Davos         | Sprint (vrije stijl)                          |
| 2.  | 16 januari 2016  | Planica       | Sprint (vrije stijl)                          |
| 3.  | 4 maart 2016     | Quebec        | Sprint (vrije stijl) STC                      |
| 4.  | 26 november 2016 | Kuusamo       | Sprint (klassieke stijl)                      |
| 5.  | 31 december 2016 | Val Müstair   | Sprint (vrije stijl) TdS                      |
| 6.  | 3 januari 2017   | Oberstdorf    | 10 km skiatlon TdS                            |
| 7.  | 4 januari 2017   | Oberstdorf    | 10 km vrije stijl (handicapstart) TdS         |
| 8.  | 7 januari 2017   | Val di Fiemme | 10 km klassieke stijl (massastart) TdS        |
| 9.  | 28 januari 2017  | Falun         | Sprint (vrije stijl)                          |
| 10. | 18 februari 2017 | Otepää        | Sprint (vrije stijl)                          |
| 11. | 8 maart 2017     | Drammen       | Sprint (klassieke stijl)                      |
| 12. | 17 maart 2017    | Quebec        | Sprint (vrije stijl)                          |
| 13. | 24 november 2017 | Kuusamo       | Sprint (klassieke stijl)                      |
| 14. | 9 december 2017  | Davos         | Sprint (vrije stijl)                          |
| 15. | 20 januari 2018  | Planica       | Sprint (klassieke stijl)                      |
| 16. | 15 december 2018 | Davos         | Sprint (vrije stijl)                          |
| 17. | 29 december 2018 | Toblach       | Sprint (vrije stijl) TdS                      |
| 18. | 1 januari 2019   | Val Müstair   | Sprint (vrije stijl) TdS                      |
| 19. | 12 januari 2019  | Dresden       | Sprint (vrije stijl)                          |
| 20. | 16 maart 2019    | Falun         | Sprint (vrije stijl)                          |
| 21. | 22 maart 2019    | Quebec        | Sprint (vrije stijl) WBF                      |
| 22. | 23 maart 2019    | Quebec        | 10 kilometer klassieke stijl (massastart) WBF |
| 23. | 24 maart 2019    | Quebec        | Wereldbekerfinale                             |

### Marathons
Overige marathonzeges
| Nr. | Datum         | Plaats        | Marathon        | Onderdeel                      |
| --- | ------------- | ------------- | --------------- | ------------------------------ |
| 1.  | 18 april 2015 | Bruksvallarna | Fjälltopploppet | 31 km vrije stijl (massastart) |

### Wereldbeker
Eindklasseringen
| Seizoen   | Algemeen | Individueel | Sprint | Achtervolging | Massastart |
| --------- | -------- | ----------- | ------ | ------------- | ---------- |
| 2020/2021 | 71e      | –           | 73e    | 59e           | –          |
| 2021/2022 | 30e      | –           | 23e    | 36e           | 27e        |
| 2022/2023 | 73e      | –           | 71e    | 57e           | –          |